# Élections législatives de 1962 dans le Bas-Rhin
Les élections législatives françaises de 1962 se déroulent les 18 et 25 novembre 1962. Dans le département du Bas-Rhin, huit députés sont à élire dans le cadre de huit circonscriptions.

## Élus
| Circonscription | Député sortant        | Parti | Parti | Député élu ou réélu   | Parti | Parti   |
| --------------- | --------------------- | ----- | ----- | --------------------- | ----- | ------- |
| 1re             | René Radius           |       | UNR   | René Radius           |       | UNR-UDT |
| 2e              | André Bord            |       | UNR   | André Bord            |       | UNR-UDT |
| 3e              | Étienne Lux           |       | MRP   | Georges Ritter        |       | UNR-UDT |
| 4e              | Albert Ehm            |       | UNR   | Albert Ehm            |       | UNR-UDT |
| 5e              | Henri Meck            |       | MRP   | Henri Meck            |       | MRP     |
| 6e              | Georges Kuntz         |       | MRP   | Alfred Westphal       |       | UNR-UDT |
| 7e              | François Grussenmeyer |       | UNR   | François Grussenmeyer |       | UNR-UDT |
| 8e              | Pierre Pflimlin       |       | MRP   | Pierre Pflimlin       |       | MRP     |

## Résultats

### Résultats à l'échelle du département
| Parti          | Parti                                          | Premier tour | Premier tour | Second tour | Second tour | Sièges |
| Parti          | Parti                                          | Voix         | %            | Voix        | %           | Sièges |
| -------------- | ---------------------------------------------- | ------------ | ------------ | ----------- | ----------- | ------ |
|                | Union pour la nouvelle République (UDT)        | 150 325      | 50,33        | 66 568      | 60,18       | 6      |
|                | Modérés                                        | 5 464        | 1,83         | Retrait     | Retrait     | 0      |
|                | Divers droite (gaulliste)                      | 4 872        | 1,63         | Retrait     | Retrait     | 0      |
|                | Majorité présidentielle                        | 160 661      | 53,79        | 66 568      | 60,18       | 6      |
|                |                                                |              |              |             |             |        |
|                | Mouvement républicain populaire                | 105 789      | 35,42        | 44 042      | 39,82       | 2      |
|                | Centre national des indépendants et paysans    | 2 715        | 0,91         |             |             | 0      |
|                | Centre démocratique                            | 108 504      | 36,33        | 44 042      | 39,82       | 2      |
|                |                                                |              |              |             |             |        |
|                | Parti communiste français                      | 20 700       | 6,95         | Retrait     | Retrait     | 0      |
|                | Section française de l'Internationale ouvrière | 8 815        | 2,95         | Retrait     | Retrait     | 0      |
|                |                                                |              |              |             |             |        |
| Inscrits       | Inscrits                                       | 459 829      | 100,00       | 183 901     | 100,00      | 8      |
| Abstentions    | Abstentions                                    | 151 564      | 32,96        | 69 164      | 37,61       |        |
| Votants        | Votants                                        | 308 265      | 67,04        | 114 737     | 62,39       |        |
| Blancs et nuls | Blancs et nuls                                 | 9 585        | 3,11         | 4 127       | 3,6         |        |
| Exprimés       | Exprimés                                       | 298 680      | 96,89        | 110 610     | 96,4        |        |

### Résultats par circonscription

#### Première circonscription (Strasbourg-I)
| Candidat       | Candidat                  | Parti                     | Premier tour | Premier tour | Second tour | Second tour |  |
| Candidat       | Candidat                  | Parti                     | Voix         | %            | Voix        | %           |  |
| -------------- | ------------------------- | ------------------------- | ------------ | ------------ | ----------- | ----------- |  |
|                | René Radius sortant réélu | UNR-UDT                   | 14 422       | 47,3         | 18 495      | 64,58       |  |
|                | Théo Braun                | MRP                       | 6 921        | 22,7         | 10 145      | 35,42       |  |
|                | Gaston Pernot             | Divers droite (Gaulliste) | 2 830        | 9,28         | Retrait     | Retrait     |  |
|                | Robert Weil               | SFIO                      | 2 491        | 8,17         | Retrait     | Retrait     |  |
|                | Alphonse Boosz            | PCF                       | 2 371        | 7,78         | Retrait     | Retrait     |  |
|                | Alexandre Jesel           | CNIP                      | 1 453        | 4,77         |             |             |  |
|                |                           |                           |              |              |             |             |  |
| Inscrits       | Inscrits                  | Inscrits                  | 53 360       | 100,00       | 53 360      | 100,00      |  |
| Abstentions    | Abstentions               | Abstentions               | 22 226       | 41,65        | 23 584      | 44,2        |  |
| Votants        | Votants                   | Votants                   | 31 134       | 58,35        | 29 776      | 55,8        |  |
| Blancs et nuls | Blancs et nuls            | Blancs et nuls            | 646          | 2,07         | 1 136       | 3,82        |  |
| Exprimés       | Exprimés                  | Exprimés                  | 30 488       | 97,93        | 28 640      | 96,18       |  |

#### Deuxième circonscription (Strasbourg-II)
|                | André Bord sortant réélu | UNR-UDT                   | 18 288 | 52,69  |  |  |  |
|                | Gilbert Jost             | MRP                       | 7 058  | 20,33  |  |  |  |
|                | René Fliedel             | PCF                       | 3 283  | 9,46   |  |  |  |
|                | Georges Woehl            | SFIO                      | 2 776  | 8      |  |  |  |
|                | Raymond Scheibel         | Divers droite (Gaulliste) | 2 042  | 5,88   |  |  |  |
|                | Antoine Pfirsch          | CNIP                      | 1 262  | 3,64   |  |  |  |
|                |                          |                           |        |        |  |  |  |
| Inscrits       | Inscrits                 | Inscrits                  | 64 329 | 100,00 |  |  |  |
| Abstentions    | Abstentions              | Abstentions               | 28 761 | 44,71  |  |  |  |
| Votants        | Votants                  | Votants                   | 35 568 | 55,29  |  |  |  |
| Blancs et nuls | Blancs et nuls           | Blancs et nuls            | 859    | 2,42   |  |  |  |
| Exprimés       | Exprimés                 | Exprimés                  | 34 709 | 97,58  |  |  |  |

#### Troisième circonscription (Strasbourg-Campagne)
| Candidat       | Candidat            | Parti          | Premier tour | Premier tour | Second tour | Second tour |  |
| Candidat       | Candidat            | Parti          | Voix         | %            | Voix        | %           |  |
| -------------- | ------------------- | -------------- | ------------ | ------------ | ----------- | ----------- |  |
|                | Georges Ritter élu  | UNR-UDT        | 20 987       | 44,65        | 26 679      | 58,18       |  |
|                | Étienne Lux sortant | MRP            | 16 935       | 36,03        | 19 177      | 41,82       |  |
|                | Marcel Rosenblatt   | PCF            | 5 531        | 11,77        | Retrait     | Retrait     |  |
|                | Joseph Bernhard     | SFIO           | 3 548        | 7,55         | Retrait     | Retrait     |  |
|                |                     |                |              |              |             |             |  |
| Inscrits       | Inscrits            | Inscrits       | 79 084       | 100,00       | 78 983      | 100,00      |  |
| Abstentions    | Abstentions         | Abstentions    | 30 455       | 38,51        | 31 173      | 39,47       |  |
| Votants        | Votants             | Votants        | 48 629       | 61,49        | 47 810      | 60,53       |  |
| Blancs et nuls | Blancs et nuls      | Blancs et nuls | 1 628        | 3,35         | 1 954       | 4,09        |  |
| Exprimés       | Exprimés            | Exprimés       | 47 001       | 96,65        | 45 856      | 95,91       |  |

#### Quatrième circonscription (Sélestat)
|                | Albert Ehm sortant réélu | UNR-UDT        | 28 442 | 64,59  |  |  |  |
|                | Alfred Kieffer           | MRP            | 13 316 | 30,24  |  |  |  |
|                | Étienne Werler           | PCF            | 2 277  | 5,17   |  |  |  |
|                |                          |                |        |        |  |  |  |
| Inscrits       | Inscrits                 | Inscrits       | 59 809 | 100,00 |  |  |  |
| Abstentions    | Abstentions              | Abstentions    | 13 877 | 23,2   |  |  |  |
| Votants        | Votants                  | Votants        | 45 932 | 76,8   |  |  |  |
| Blancs et nuls | Blancs et nuls           | Blancs et nuls | 1 897  | 4,13   |  |  |  |
| Exprimés       | Exprimés                 | Exprimés       | 44 035 | 95,87  |  |  |  |

#### Cinquième circonscription (Molsheim)
|                | Henri Meck sortant réélu | MRP            | 17 886 | 52,6   |  |  |  |
|                | Robert Beck              | UNR-UDT        | 14 134 | 41,56  |  |  |  |
|                | Alphonse Meyer           | PCF            | 1 987  | 5,84   |  |  |  |
|                |                          |                |        |        |  |  |  |
| Inscrits       | Inscrits                 | Inscrits       | 46 904 | 100,00 |  |  |  |
| Abstentions    | Abstentions              | Abstentions    | 11 886 | 25,34  |  |  |  |
| Votants        | Votants                  | Votants        | 35 018 | 74,66  |  |  |  |
| Blancs et nuls | Blancs et nuls           | Blancs et nuls | 1 011  | 2,89   |  |  |  |
| Exprimés       | Exprimés                 | Exprimés       | 34 007 | 97,11  |  |  |  |

#### Sixième circonscription (Saverne)
| Candidat       | Candidat              | Parti          | Premier tour | Premier tour | Second tour | Second tour |  |
| Candidat       | Candidat              | Parti          | Voix         | %            | Voix        | %           |  |
| -------------- | --------------------- | -------------- | ------------ | ------------ | ----------- | ----------- |  |
|                | Georges Kuntz sortant | MRP            | 14 355       | 40,8         | 14 720      | 40,76       |  |
|                | Alfred Westphal élu   | UNR-UDT        | 13 805       | 39,24        | 21 394      | 59,24       |  |
|                | Charles Blessig       | Modérés        | 5 464        | 15,53        | Retrait     | Retrait     |  |
|                | René Jaeckel          | PCF            | 1 556        | 4,42         |             |             |  |
|                |                       |                |              |              |             |             |  |
| Inscrits       | Inscrits              | Inscrits       | 51 461       | 100,00       | 51 558      | 100,00      |  |
| Abstentions    | Abstentions           | Abstentions    | 15 134       | 29,41        | 14 407      | 27,94       |  |
| Votants        | Votants               | Votants        | 36 327       | 70,59        | 37 151      | 72,06       |  |
| Blancs et nuls | Blancs et nuls        | Blancs et nuls | 1 147        | 3,16         | 1 037       | 2,79        |  |
| Exprimés       | Exprimés              | Exprimés       | 35 180       | 96,84        | 36 114      | 97,21       |  |

#### Septième circonscription (Wissembourg)
|                | François Grussenmeyer sortant réélu | UNR-UDT        | 24 619 | 69,02  |  |  |  |
|                | Gabriel Wackermann                  | MRP            | 9 735  | 27,29  |  |  |  |
|                | Georges Graf                        | PCF            | 1 315  | 3,69   |  |  |  |
|                |                                     |                |        |        |  |  |  |
| Inscrits       | Inscrits                            | Inscrits       | 47 819 | 100,00 |  |  |  |
| Abstentions    | Abstentions                         | Abstentions    | 11 324 | 23,68  |  |  |  |
| Votants        | Votants                             | Votants        | 36 495 | 76,32  |  |  |  |
| Blancs et nuls | Blancs et nuls                      | Blancs et nuls | 826    | 2,26   |  |  |  |
| Exprimés       | Exprimés                            | Exprimés       | 35 669 | 97,74  |  |  |  |

#### Huitième circonscription (Haguenau)
|                | Pierre Pflimlin sortant réélu | MRP            | 19 583 | 52,09  |  |  |  |
|                | M. Lambla                     | UNR-UDT        | 15 628 | 41,57  |  |  |  |
|                | Charles Christmann            | PCF            | 2 380  | 6,33   |  |  |  |
|                |                               |                |        |        |  |  |  |
| Inscrits       | Inscrits                      | Inscrits       | 57 063 | 100,00 |  |  |  |
| Abstentions    | Abstentions                   | Abstentions    | 17 901 | 31,37  |  |  |  |
| Votants        | Votants                       | Votants        | 39 162 | 68,63  |  |  |  |
| Blancs et nuls | Blancs et nuls                | Blancs et nuls | 1 571  | 4,01   |  |  |  |
| Exprimés       | Exprimés                      | Exprimés       | 37 591 | 95,99  |  |  |  |